# Myrteta
Myrteta är ett släkte av fjärilar. Myrteta ingår i familjen mätare.

## Bildgalleri

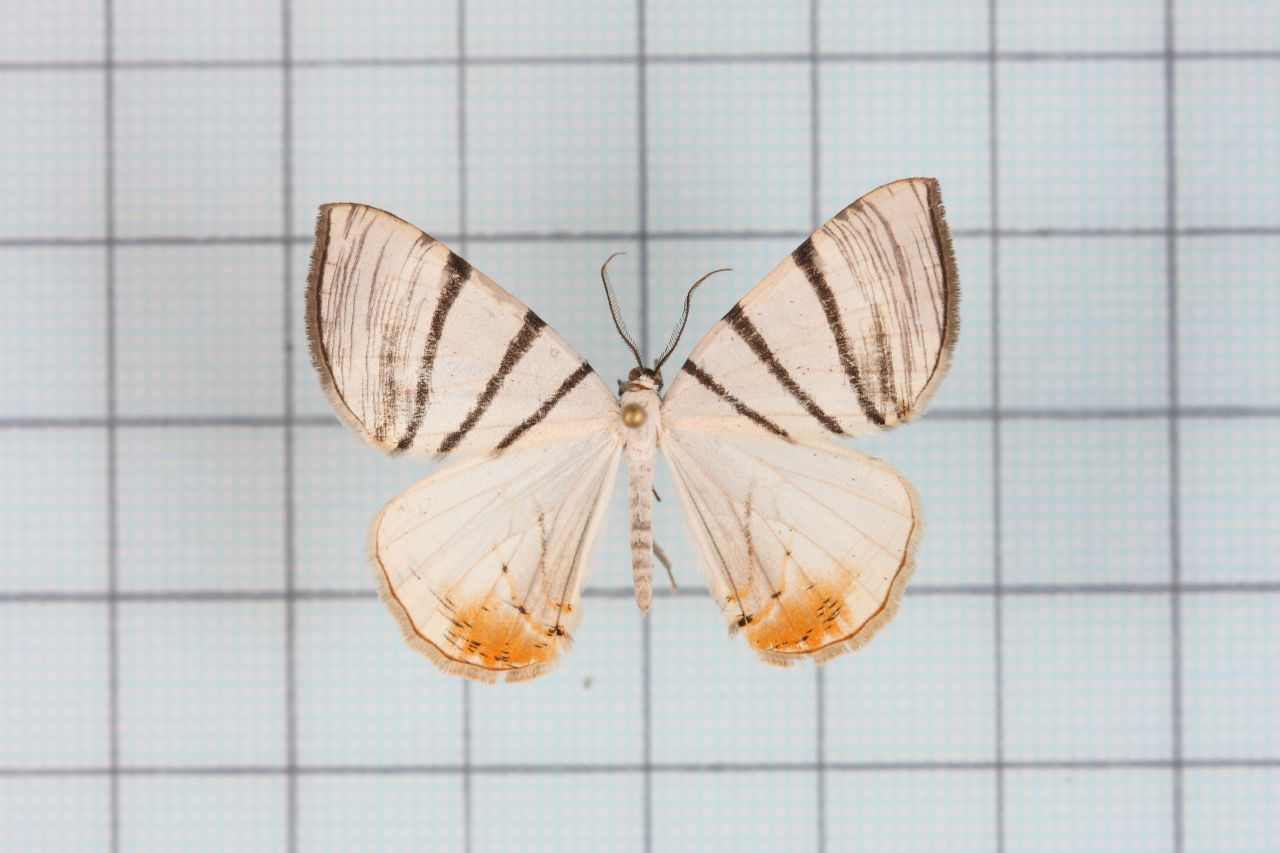
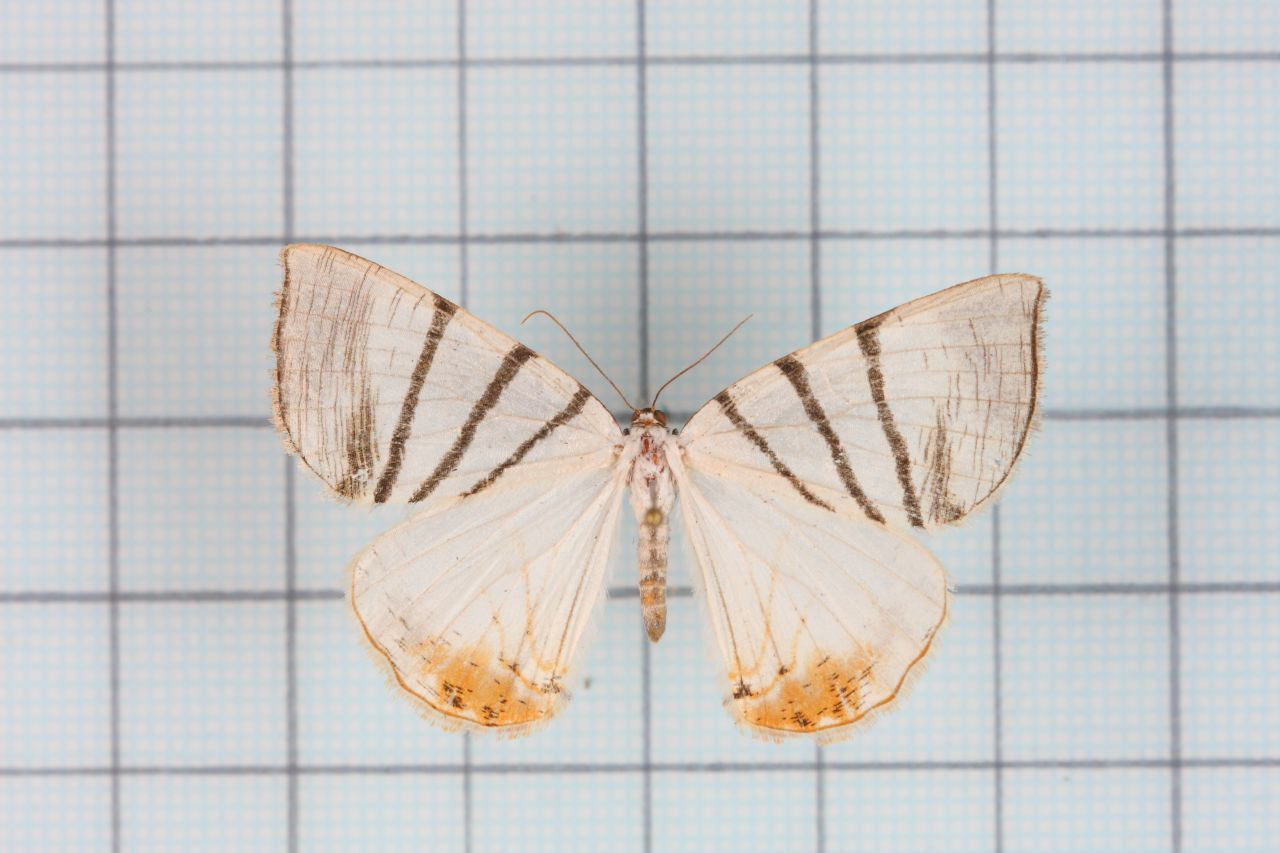

## Dottertaxa tillMyrteta, i alfabetisk ordning[1]
- Myrteta angelica
- Myrteta argentaria
- Myrteta askoldaria
- Myrteta brunneiceps
- Myrteta conspersaria
- Myrteta conspicua
- Myrteta eumytha
- Myrteta fuscolineata
- Myrteta icuncula
- Myrteta interferenda
- Myrteta leroyi
- Myrteta luteifrons
- Myrteta magna
- Myrteta mediofusca
- Myrteta minor
- Myrteta moupinaria
- Myrteta obliqua
- Myrteta ocernaria
- Myrteta opalescens
- Myrteta parallelaria
- Myrteta planaria
- Myrteta punctata
- Myrteta rubripunctata
- Myrteta sericea
- Myrteta similaria
- Myrteta simpliciata
- Myrteta sinensaria
- Myrteta sublavata
- Myrteta subpunctata
- Myrteta subvitrea
- Myrteta tinagmaria
- Myrteta tripunctaria
- Myrteta unio
- Myrteta unipuncta